# Théodore Alexis Joseph de Montpellier

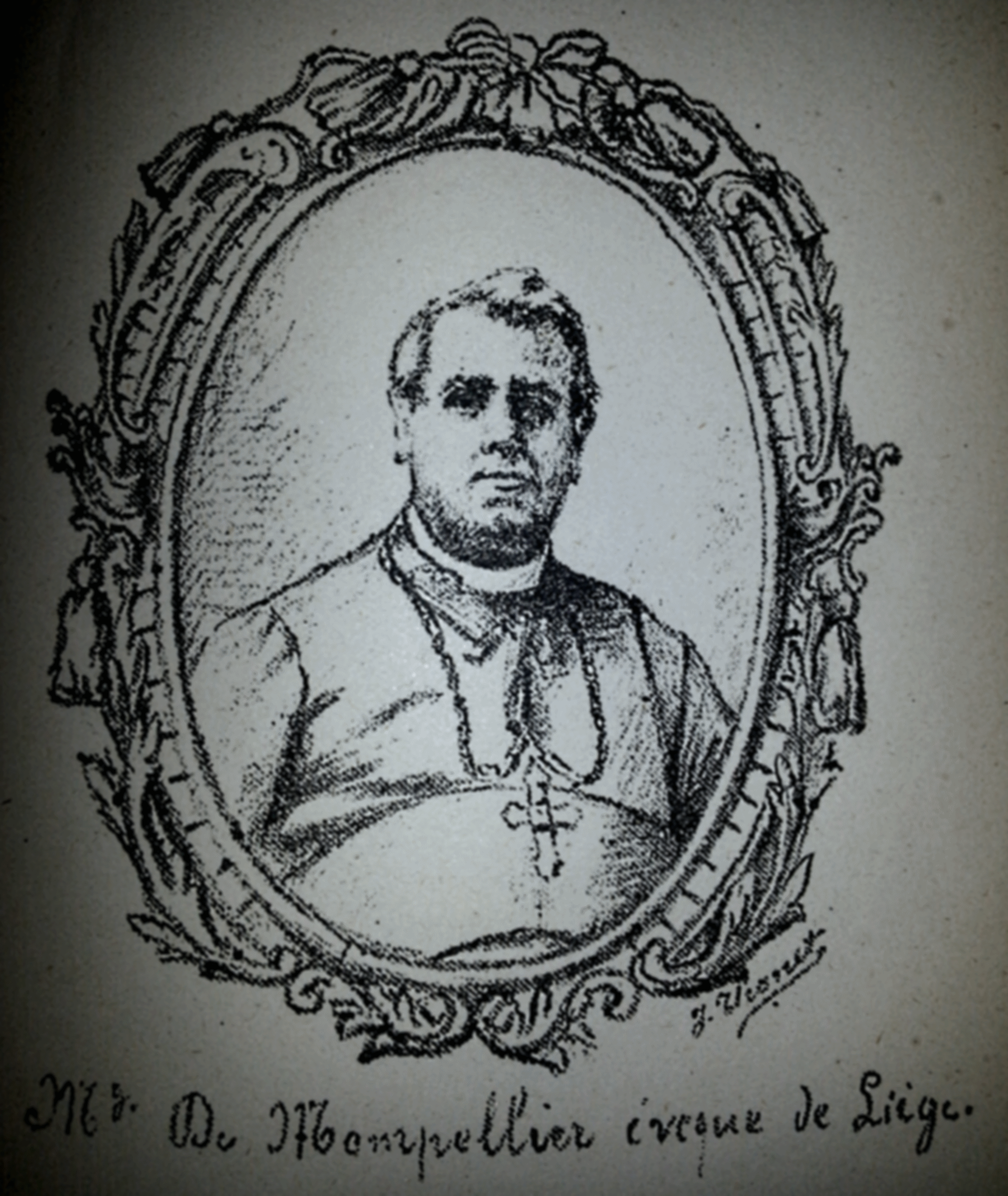
Théodore de Montpellier

Théodore Alexis Joseph de Montpellier (Vedrin, 7 mei 1807 - Luik, 24 augustus 1879) was bisschop van het bisdom Luik van 1852 tot aan zijn dood in 1879.
Jonkheer Theodore de Montpellier behoort tot een Belgisch adellijk geslacht.  Hij werd in 1833 priester gewijd.
Na de Belgische onafhankelijkheid (1830) was de Namense bisschop Dehesselle bedrijvig in het jonge België met catechese en katholieke missionering. Dehesselle had hiervoor een team van priesters ingeschakeld, waaronder de Montpellier.
In 1852 werd de Montpellier tot bisschop van Luik gewijd door de Mechelse aartsbisschop Sterckx. In die functie nam hij deel als concilievader aan het Eerste Vaticaans Concilie van 1869-1870. In 1875 werd de Montpellier geconfronteerd met het stadsbestuur van Luik die de processies afschafte, uit schrik voor rellen; een tafereel met de Montpellier is geschilderd door Emile Delperée. Het schilderij hangt in het Musée de l'Art Wallon in Luik. Hij stierf in Luik in 1879. Hij was de laatste adellijke bisschop van Luik. In de 19de eeuw was het prinsbisdom dan wel afgeschaft maar de bisschopszetel werd nog steeds beschouwd als een ambt voor de aristocratie.
Het wapenschild van bisschop de Montpellier is terug te vinden in een glasraam van de Sint-Lambertuskerk van Neerharen en de Virga-Jessebasiliek in Hasselt.
- Gemeinsame Normdatei: 133609073
- International Standard Name Identifier: 0000 0000 6300 9812
- Virtual International Authority File: 47152682491423310459